# San Andrés del Congosto
San Andrés del Congosto es un municipio y localidad española de la provincia de Guadalajara, en la comunidad autónoma de Castilla-La Mancha. El término municipal tiene una población de 68 habitantes (INE 2024).

## Historia
Hacia mediados del siglo XIX, el lugar tenía contabilizada una población de 152 habitantes. La localidad aparece descrita en el segundo volumen del Diccionario geográfico-estadístico-histórico de España y sus posesiones de Ultramar de Pascual Madoz de la siguiente manera:

ANDRES DEL CONGOSTO (San): l. con ayunt. de la prov. y adm. de rent. de Guadalajara (7 leg.), part. jud. de Atienza (5), aud. terr. y c. g. de Madrid (17); dióc. de Sigüenza: sit. á las faldas de las sierras del Congosto (V.), en el descenso de un cerro; le bate con mas frecuencia el aire N. sin embargo de lo cual goza de clima templado; sus enfermedades mas comunes son las tercianas: tiene 70 casas que forman dos calles, 3 callejuelas y 2 plazas, sin ninguna alineacion y de piso desigual, casa de ayunt. y cárcel insignificantes; escuela que desempeña el secretario de aquella corporacion y sacristan, percibiendo por los tres conceptos 36 fan. de trigo; igl. parr, con el título de San Andrés Apóstol, de mal gusto y de curato perpétuo, y una fuente en medio del pueblo con su pilon para el uso de los vec.: en los afueras hay una ermita con el título de la Soledad. Confina el térm. por N. con el de Alcorlo, por E. con el de la Tova, por S. con Membrillera, y por el O. Veguillas, todos á dist. de 1/4 á 1/2 leg., y comprende 2,380 fan. de las que se cultivan 912, y son 20 de riego con 60 de primera clase, 190 de segunda y el resto de tercera; le cruza el r. Bornoba de N. á S. que entra por el estrecho del Congosto, y cuyas aguas utilizan tambien los vec. para sus usos domésticos: el terreno es arcilloso y de buena calillad, con muchas pedrizas y barrancales: los caminos locales y de herradura, el correo se recibe en Cogolludo por los mismos interesados: prod.: trigo, cebada, garbanzos, patatas legumbres, vino, cáñamo, melones y frutas; se mantienen 1,000 cab. de ganado lanar, 300 de cabrio, 60 de mular de labor, 70 de cerda y algunos jumentos y bueyes: pobl.: 50 vec.; 152 alm.: cap. prod.: 1.344,000 rs.: imp.: 67,200 rs.: contr.: 3,485 rs. 29 mrs.: el presupuesto municipal se cubre con los bienes de propios que consisten en 24 fan. de tierra de las que son de regadio una tercera parte y prod. 140 rs.; una deh. que prod. 80, una casa 35, un huerto 14 y un censo de 20 rs.; total 289 rs.
(Madoz, 1845, p. 298)

## Geografía
| Noroeste: Semillas  | Norte: Zarzuela de Jadraque | Noreste: Congostrina |
| Oeste: Monasterio   |                             | Este: La Toba        |
| Suroeste: Cogolludo | Sur: Espinosa de Henares    | Sureste: Membrillera |

El relieve de San Andrés del Congosto es montañoso, con elevaciones que forman parte de la Serranía de Guadalajara.
El municipio está atravesado por el río Congosto, afluente del río Bornova, que a su vez desemboca en el río Tajo.
Predomina el bosque mediterráneo, con encinas, alcornoques y pinares, adaptados a las condiciones del clima de montaña.

## Demografía
San Andrés del Congosto cuenta con una población de 68 habitantes (INE 2024).
| Gráfica de evolución demográfica de San Andrés del Congosto entre 1842 y 2021                                       |
| |
| Población de derecho según los censos de población del INE Población de hecho según los censos de población del INE |

| 60            | 99 | 85 | 79 | 81 | 91 |
| (Fuente: INE) |    |    |    |    |    |

## Fiestas
Las fiestas patronales se celebran el 16 de agosto en honor a San Roque.